# Assimilationspolitik
Assimilationspolitik oder Assimilierungspolitik ist die gezielte, auch insbesondere zwangsweise Herbeiführung (Zwangsassimilation oder Zwangsassimilierung) einer sozialen Assimilation von Personen durch politische und kulturelle Maßnahmen. Es ist die Politik eines Staates oder anderer Herrschaftsträger, welche die Anpassung nationaler oder sozialer Minderheiten an die Mehrheit zum Ziel hat. Die Mehrheit behauptet dabei üblicherweise, „weiterentwickelt“ oder „fortschrittlicher“ zu sein oder bei religiösen Machthabern die „richtige“ und „einzig wahre“ Ideologie zu vertreten und deshalb zur zwangsweisen Umerziehung berechtigt zu sein.
Häufige Mittel sind 
- Verbot anderer Sprachen (z. B. in Schulen) und Einführung einer Amtssprache,
- Ortsumbenennungen
- Verbot von Symbolen und Bauten unerwünschter Weltanschauungen oder Religionen
- Zwangsadoptionen

Der Begriff der Transkulturation beschreibt das Phänomen der auch ungesteuerten Einflussnahme von Kulturen auf andere. Der Begriff Akkulturation bezeichnet das individuelle Hineinwachsen einer Person in ihre kulturelle Umwelt durch Erziehung (siehe auch Sozialisation). Marginalisierung ist ein sozialer Vorgang, bei dem Bevölkerungsgruppen an den „Rand der Gesellschaft“ gedrängt werden.